# DVD-R

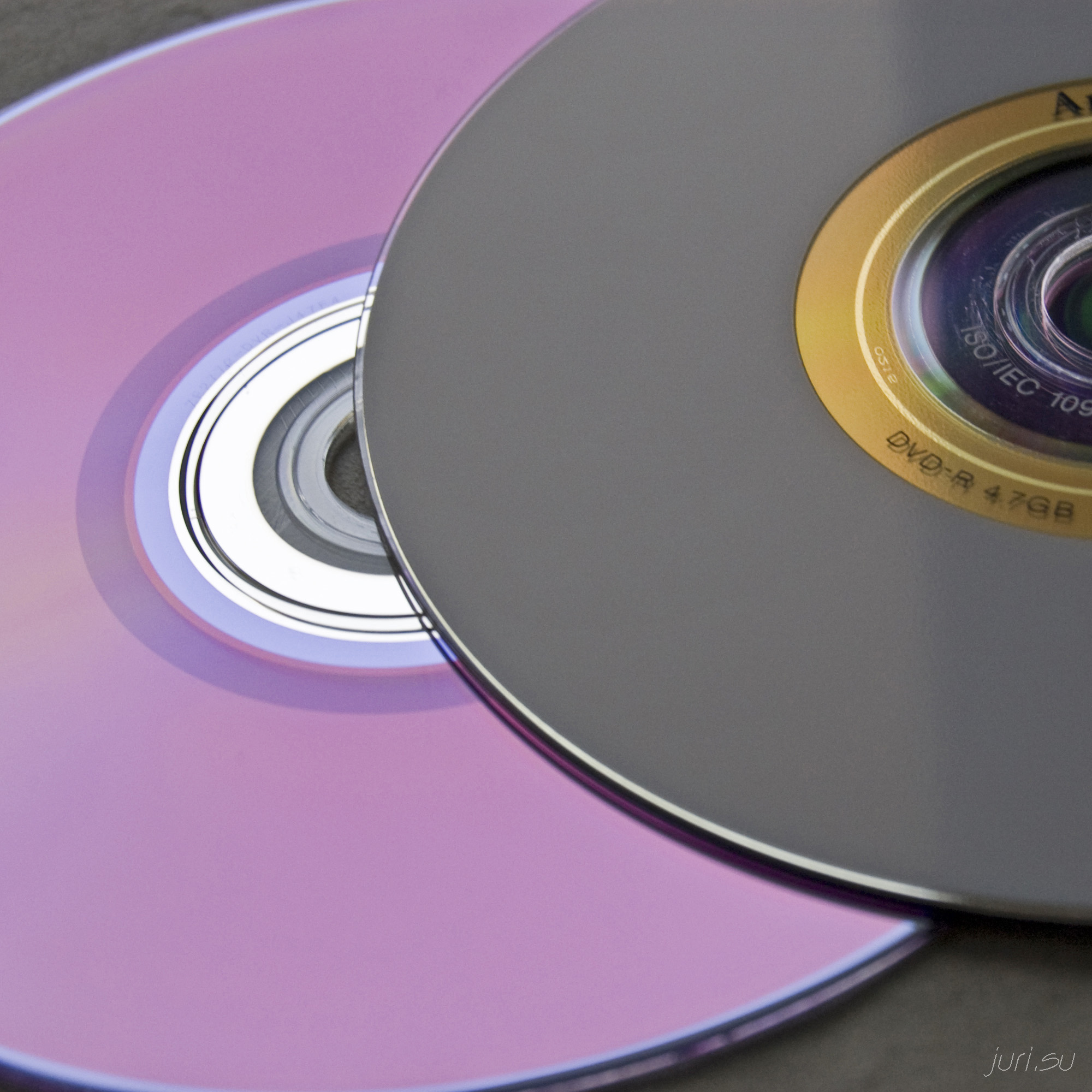
Обратная сторона DVD-R

DVD-R — формат записываемого DVD. Обычно ёмкость DVD-R составляет 4,7 Gb, хотя оригинальный стандарт, разработанный фирмой Pioneer предполагал ёмкость 3,95 Gb. В любом случае оба этих значения значительно больше 700 Mb, которыми располагает CD-R (практически в 6,4 раза). Кроме того, Pioneer разработала 8,54 Gb двухслойный DVD — DVD-R DL (dual layer — двух-слойный), вышедший на рынок в 2005 году.
Данные на DVD-R не могут быть изменены, в отличие от DVD-RW, который может быть перезаписан не более 1000 раз. DVD-R это один из трёх конкурирующих форматов. Два других — DVD+R и DVD-RAM.

## История
DVD-R формат был разработан фирмой Pioneer в 1997 году. Его поддерживают большинство DVD-плееров. Его разработкой занимается DVD Forum.
В 2016 году, в связи со спадом цен на записываемые DVD диски, а также увеличением стоимости материалов, компания TDK прекратила их производство.
В 2024 году, из-за снижения спроса, Sony ликвидировало производство DVD-R дисков.

## Технические данные
Большая ёмкость DVD диска обеспечивается меньшим размером ямок, выжигаемых лазером и меньшим наклоном канавок, направляющих лазер и закрученных по спирали. Соответственно чем меньше размер ямок и шаг дорожки, тем больше данных можно записать на ту же площадь диска. Для того, чтобы была возможность прожигать более маленькие ямки используется лазер другого цвета в сочетании с высокой числовой апертурой объектива. Длина волны лазера меньше, чем для CD, и составляет 640 нм против 780, используемых в CD, что соответствует красному цвету лазера. Из-за этого в DVD-R и DVD+R используют другой, в сравнении с CD-R, материал записывающего слоя, чтобы поглощать волны нужной длины.
Диски DVD-R состоят из двух склеенных акриловых дисков толщиной 600 мкм каждый. Один из них содержит направляющую лазер канавку и покрыт специальной записывающей краской и серебряным сплавом или золотым отражателем. Вторая часть (в одностороннем диске) — негофрированная болванка для большей механической прочности и соответствия требованиям стандарта к геометрии компакт-дисков — полная толщина компакт-диска должна составлять приблизительно 1,2 мм. Вторая часть содержит слой от царапин, так что структура «бутерброда» помогает защитить данные, а компакт-диски, которые ей не соответствуют, являются проблемными. Двусторонние диски имеют две рифлёных, записываемых стороны и требуют от пользователя переворачивания диска для доступа к другой стороне. В отличие от CD-дисков толщиной 1,2 мм, в DVD-дисках лазерный луч проникает вглубь пластика только на 600 микрон, до слоя записывающей краски, что позволяет точнее сфокусировать луч для записи маленькими ямками.

## Сравнение ёмкостей
Большинство DVD-R рекламируются с использованием определения 1 Гигабайт = 1 000 000 000 байт вместо более традиционного определения 1 ГБ = 1 073 741 824 байта = 1 Гигабайт. Это может сбивать с толку многих пользователей, так как DVD рекламируется как имеющий 4,7 ГБ (4,7 миллиард байт), но может отображаться на их устройстве только с 4,38 ГБ.
| Формат        | Десятичная ёмкость | Двоичная ёмкость |
| ------------- | ------------------ | ---------------- |
| DVD-ROM       | 4.7 ГБ             | 4.38 ГиБ         |
| DVD-ROM DL    | 8.54 ГБ            | 7.95 ГиБ         |
| DVD-ROM DL DS | 17.08 ГБ           | 15.9 ГиБ         |
| DVD-R/RW      | 4.7 ГБ             | 4.38 ГиБ         |
| DVD+R/RW      | 4.7 ГБ             | 4.38 ГиБ         |
| DVD-RW DL     | 8.54 ГБ            | 7.95 ГиБ         |
| DVD-R DS      | 9.4 ГБ             | 8,76 ГиБ         |
| DVD+R DS      | 9.4 ГБ             | 8,75 ГиБ         |
| DVD-R DL      | 8.54 ГБ            | 7,95 ГиБ         |
| DVD+R DL      | 8.54 ГБ            | 7,95 ГиБ         |
| DVD-RAM       | 4.70 ГБ            | 4.38 ГиБ         |
| DVD-RAM DS    | 9.4 ГБ             | 8.75 ГиБ         |
| MiniDVD       | 1.46 ГБ            | 1.36 ГиБ         |
| MiniDVD DL    | 2.66 ГБ            | 2.47 ГиБ         |
| MiniDVD-R     | 1.46 ГБ            | 1.36 ГиБ         |
| MiniDVD+R     | 1.46 ГБ            | 1.36 ГиБ         |
| MiniDVD-R DL  | 2.66 ГБ            | 2.47 ГиБ         |
| MiniDVD+R DL  | 2.66 ГБ            | 2.47 ГиБ         |
| MiniDVD-RW    | 1.46 ГБ            | 1.36 ГиБ         |
| MiniDVD+RW    | 1.46 ГБ            | 1.36 ГиБ         |
| MiniDVD-RW DS | 2.92 ГБ            | 2.72 ГиБ         |
| MiniDVD+RW DS | 2.92 ГБ            | 2.72 ГиБ         |

## Размеры
Носители DVD-R продаются в двух типоразмерах, как обычный на 12 см для домашней записи и компьютерного пользования, так и небольшой на 8 см (иногда называемый miniDVD) для использования в видеокамерах.

## Скорости
| Скорость | Скорость передачи данных | Скорость передачи данных | Примерное время записи | Скорость чтения |
| -------- | ------------------------ | ------------------------ | ---------------------- | --------------- |
| 1X       | 11.08 Мбит/с             | 1.385 МБ/с               | 53 мин.                | 8X–18X          |
| 2Х       | 22.16 Мбит/с             | 2.77 МБ/с                | 27 мин.                | 20Х–24Х         |
| 4Х       | 44.32 Мбит/с             | 5.54 МБ/c                | 14 мин.                | 24Х–32Х         |
| 5Х       | 55.40 Мбит/с             | 6.925 МБ/с               | 11 мин.                | 24Х–32Х         |
| 6Х       | 66.48 Мбит/с             | 8.31 MБ/с                | 9 мин.                 | 24Х–32Х         |
| 8Х       | 88.65 Мбит/с             | 11.08 МБ/с               | 7 мин.                 | 32Х–40Х         |
| 10Х      | 110.8 Мбит/с             | 13.85 МБ/с               | 6 мин.                 | 32Х–40Х         |
| 16Х      | 177.28 Мбит/с            | 22.16 МБ/с               | 4 мин.                 | 32Х–40Х         |
| 18Х      | 199.44 Мбит/с            | 24.93 МБ/с               | 3 мин.                 | 32Х–40Х         |
| 20Х      | 221.6 Мбит/с             | 27.7 МБ/с                | 2 мин.                 | 32Х–40Х         |
| 24Х      | 265.92 Мбит/с            | 33.24 МБ/с               | 2 мин.                 | 32Х–48Х         |